# Letopisețul Țării Moldovei
Letopisețul Tarii Moldovei, de când s-au descălecat țara și de cursul anilor și de viața domnilor careia scrie de la Dragoș vodă până la Aron vodă este o lucrare descriptivă și epică elaborată de către Grigore Ureche între anii 1642 — 1647, ce se referă la principalele evenimente istorice care s-au produs în Principatul Moldovei, între anii de domnie ai lui Dragoș I și Aron Vodă (1359 — 1594), adică pe o perioadă totală de 235 de ani, constituind în acest fel un izvor istoric foarte util.
Portretul lui Ștefan cel Mare, după letopiseț: 
|  | Fost-au acestu Ștefan vodă om nu mare de statu, mânios și de grabu vărsătoriu de sânge nevinovat; de multe ori la ospéțe omorâea fără județu. Amintrilea era om întreg la fire, neleneșu, și lucrul său îl știia a-l acoperi și unde nu gândiiai, acolo îl aflai. La lucruri de războaie meșter, unde era nevoie însuși se vârâia, ca văzându-l ai săi să nu să îndărăpteze și pentru acéia, raru războiu de nu biruia. Și unde-l biruia alții, nu pierdea nădéjdea, că știindu-să căzut jos, să rădica deasupra biruitorilor. |

La baza Letopisețului au stat o serie de lucrări cunoscute de Grigore Ureche: Cronica lui Ștefan cel Mare, Cronicele lui Macarie, Eftimie și Azarie, Cronica Poloniei⁠(pl)[traduceți] a lui Marcin Bielski, Letopisețul moldovenesc de Eustratie Logofătul, Cosmografia de Gerardus Mercator, Cronici ale lui Constantin Manasses, etc.

## Ediții
- Letopisitile Tarii Moldovii, tom 2, Grigore Ureche, Mihail Kogălniceanu, La Cantora Foaiei Satesti, Iași, 1845
- Letopisitile Tarii Moldovii, tom 3, Grigore Ureche, Mihail Kogălniceanu, La Cantora Foaiei Satesti, Iași, 1846
- Letopisitile Tarii Moldovii, tom 1, Grigore Ureche, Mihail Kogălniceanu, la Cantora Foiei Satesti si Institutul Albinei Romanesti, Iași, 1852
- Letopisetul Terei Moldovei: 1662-1729): de la domniea lui Istrati Dabija V.V. pîna la a treia domnie a lui Mihai Racovita V.V., Nicolai Muste, Imprimeria Natională, C. N. Rãdulescu, Bucuresci, 1874
- Chronique de Moldavie depuis le mileu de XIV siècle jusqu'a l'an 1594, Gregoire Urechi, Emile Picot, Libraire de la Societe Asiatique, Paris, 1878
- Noui contribuțiuni la studiul cronicilor moldovene: letopisețul lui Eustratie Logofatul și letopisețul latinesc, cronicile lui Grigore Ureche, Simion Dascălul și Misail Călugarul, Constantin Giurescu, Institutul de Arte Grafice "Carol Göbl", București, 1908
- Chronique de Gligorie Ureache, I.N. Popovici, București, 1911;
- Mironis Costini Chronicon Terrae Moldavicae ab Aarone Principe, Miron Costin, Eugenius Barwinski, Editura Socec, Bucurestiis, 1912;
- Letopisetul Țării Moldovei: de la Istratie Dabija pana la domnia a doua a lui Antioh Cantemir, 1661-1705, Constantin C. Giurescu, Editura Socec, 1913
- Letopisețul Țărîi Moldovei, De neamul moldovenilor, Miron Costin, Giorge Pascu, Iași, 1921;
- Letopisețul Țărîi Moldovei, O samă de cuvinte, Ion Neculce, Ion Pillat, Editura Cartea Românească, București, 1933.
- Letopisețul Țării Moldovei până la Aron Vodă: (1359-1595), Miron Costin, Constantin C. Giurescu, Editura Scrisul Românesc, Craiova, ediția I, 1934, ediția a II-a, 1939; ediția a III-a 1942, ediția a IV-a, 1943.
- Carte ce se chiama letopiset: ce într'însa spune cursul anilor și descălecarea Țării Moldovei și viața Domnilor, Grigore Ureche Vornicul și Simion Dascalul, D. Ciurezu, Fundatia Culturala Regala Principele Carol, București, 1939
- Letopisețul Țării Moldovei de la Aron Vodă încoace, Miron Costin, P.P. Panaitescu, București, Fundația Regală pentru Literatură și Artă, 1944.
- Letopisețul Țării Moldovei, Cartea pentru descălecatul dintâi, Miron Costin, Ion Pillat, Editura Cartea Românească, București, 1944.
- Letopisetul Tarii Moldovei dela Aron Voda încoace, Miron Costin, Mitu Grosu, Editura pentru Literatura si Arta a Uniunii Scriitorilor din R. P. R., București, 1950
- Letopisețul Țărîi Moldovei, O samă de cuvinte, Ion Neculce, Iorgu Iordan, ESPLA, București, 1955
- Letopisețul Țării Moldovei, Grigore Ureche, P.P. Panaitescu, ESPLA, București, ESPLA, ediția I, 1955; ediția a II-a, 1958.
- Letopisețul Țărîi Moldovei, Grigore Ureche, P.P. Panaitescu, Biblioteca Școlarului, Editura Tineretului, București, 1958
- Letopisețul Țărîi Moldovei, Grigore Ureche, Editura de Stat pentru Literatura si Arta, București, 1959
- Letopisețul Țărîi Moldovei, O samă de cuvinte, Ion Neculce, Iorgu Iordan, Editura Tineretului, București, 1960
- Letopisețul Țărîi Moldovei, Grigore Ureche, Biblioteca Școlarului, Editura Tineretului, București, 1961
- Letopisețul Țării Moldovei până la Aron Vodă: (1359-1595), Miron Costin, Constantin C. Giurescu, 1961
- Letopisețul Țărîi Moldovei, De neamul moldovenilor, Miron Costin, P.P. Panaitescu, Editura pentru Literatură, București, 1961;
- Letopisețul Țărîi Moldovei, Miron Costin, P. P. Panaitescu, Gheorghe Popp, Editura Tineretului, București, 1963
- Letopisețul Țărîi Moldovei, O samă de cuvinte, Ion Neculce,Iorgu Iordan, Editura pentru Literatură, București, 1963;
- Letopisețul Țărîi Moldovei, Grigore Ureche, Liviu Onu, Editura Științifică, București, 1967
- Letopisețul Țărîi Moldovei, De neamul moldovenilor, Miron Costin, Liviu Onu, Editura Științifică, București, 1967
- Letopisețul Țărîi Moldovei, Grigore Ureche, P.P. Panaitescu, Gheorghe Popp, Colecția Lyceum, Editura Tineretului, București, 1967
- Letopisețul Țărîi Moldovei, O samă de cuvinte, Ion Neculce, Iorgu Iordan, George Muntean, Editura Tineretului, București, 1968
- Letopisețul Țărîi Moldovei, O samă de cuvinte, Ion Neculce, Iorgu Iordan, George Muntean, Editura Tineretului, București, 1972
- Letopisețul Țărîi Moldovei, Miron Costin, Magdalena Popescu, Editura Minerva, 1975
- Letopisețul Țărîi Moldovei, Grigore Ureche, Mircea Scarlat, Editura Minerva, 1978
- Letopisețul Țărîi Moldovei: De neamul moldovenilor, Miron Costin, P. P. Panaitescu, Editura Minerva, București, 1979
- Opere. Letopisețul Țării Moldovei, seria Ediții critice, Ion Neculce, Editura Minerva, București, 1982; ediție critică și studiu introductiv de Gabriel Ștrempel.
- Letopisețul Țării Moldovei ; precedat de, O samă de cuvinte, Ion Neculce, Ion Dianu, Editura Albatros, București, 1984
- Letopisețul Țării Moldovei de la Dabija-Vodă până la a doua domnie a lui Constantin Mavrocordat și O samă de cuvinte, seria Patrimoniu, Ion Neculce, Editura Minerva, București, 1986;
- Letopisețul Țării Moldovei până la Aron Vodă, Simion Dascălul, Universitatea "Al. I. Cuza", Iași, 1989
- Scrieri: Letopisețul Moldovei de la zidirea lumii și pînă la 1601. Letopisețul Țării Moldovei 1709-1711, Nicolae Costin, Svetlana Korolevschi, Editura Hyperion, Craiova, 1990